# Квинт Калпурний Пизон
Квинт Калпурний Пизон (на латински: Quintus Calpurnius Piso) e политик на Римската република през 2 век пр.н.е.
Произлиза от плебейския клон Пизон на фамилията Калпурнии и е син и внук на Гай Калпурний Пизон.
Като претор той разрешава граничен конфликт между Спарта и Месения. През 135 пр.н.е. Калпурний е избран за консул заедно с Сервий Фулвий Флак и се бие без успех в Испания против нуманцините.